# Gli uccisori
Gli uccisori (The Killers) è un racconto di Ernest Hemingway, apparso per la prima volta al pubblico nel 1927 sullo Scribner's Magazine, pubblicazione per la quale l'autore avrebbe ricevuto un compenso di 200 $.
Il titolo assegnato da Hemingway a questo racconto sarebbe stato inizialmente The Matadors.
Il racconto venne in seguito pubblicato nelle raccolte Uomini senza donne (1927), Le nevi del Chilimangiaro (1936) e, postumo, ne I racconti di Nick Adams (1972). Fa parte anche de I quarantanove racconti (1938), pubblicati nel 1938 in America e nel 1947 in Italia.
Il perfetto ritratto del vissuto umano, l'uso della satira e i classici temi esistenziali, quali morte e scopo della vita, hanno contribuito a rendere Gli uccisori uno dei lavori più conosciuti di Hemingway, nonché uno dei suoi racconti più frequentemente antologizzati.

## Trama
La narrazione ha luogo a Summit, sobborgo di Chicago, nel primo decennio del 1900. Due sicari, Max e Al, entrano da Henry's, una tavola calda gestita da un certo George. Dopo alcuni tentativi di ordinare pietanze presenti nel menù ma non ancora disponibili, i due si accontentano di carne e uova. Al si reca quindi in cucina per discutere con Nick Adams (personaggio ricorrente nei racconti di Hemingway) e con Sam, un cuoco di colore. Dalla conversazione si evince che i due sicari sono giunti per uccidere Ole Andreson, pugile svedese e noto cliente del locale, per conto di un "amico". Invano i due attenderanno il suo ingresso nel locale: Andreson non si presenterà mai per cenare, e i due sicari abbandoneranno dopo alcune ore la tavola calda.
George, preoccupato, convincerà Nick ad andare da Andreson per avvisarlo di quanto appena accaduto. Arrivato all'albergo, Nick trova Andreson sdraiato sul letto ancora vestito. Messo al corrente dell'imminente minaccia di morte, Andreson non presenterà reazione alcuna, e chiederà Nick di non fare nulla, poiché nulla può più essere messo in atto per arrestare il corso degli eventi.
Nick, tornato alla tavola calda, informa George del comportamento rassegnato di Andreson. Inorridito dal pensiero di un uomo che si arrende a tale destino e dall'impassibilità delle persone circostanti (George e Sam sono pronti a dimenticarsi di quanto appena accaduto), Nick prende la decisione di abbandonare il paese.

## Personaggi
- Nick è un giovane ragazzo che lavora nella tavola calda Henry's. Considerato come l'alter-ego giovanile di Hemingway, è presente in altri 24 racconti dello scrittore. Nonostante il fatto che sia un adolescente, rischia la vita per avvertire il pugile Ole Andreson dell'arrivo dei due sicari, ma rimarrà deluso alla scoperta della decisione di questi di non reagire.
- Ole Andreson è un pugile che, a causa di un motivo che resterà al lettore praticamente ignoto, dovrà essere ucciso dai due sicari; nonostante l'avvertimento di Nick sull'assalto che gli sarebbe stato teso da Max e Al, si arrenderà al suo destino.
- Max e Al sono due criminali incalliti membri di un gruppo mafioso di Chicago. Nonostante il motivo della loro presenza nel sobborgo di Summit, i due hanno una connotazione comica, date le loro frasi a doppio senso e il loro atteggiamento, tipico più di due attori di un film, piuttosto che di due veri criminali.
- George lavora insieme a Nick e a Sam nella locanda da Henry's. Durante gran parte della vicenda rimane calmo e indifferente, nonostante le intenzioni dei due sicari Max e Al di voler uccidere Ole Andreson, un uomo che conosceva bene: nelle ultime righe del racconto però egli afferma di essere infastidito da ciò che sta accadendo, ma che sa perfettamente che non c'è niente da fare, per questo "è meglio non pensarci". George è essenzialmente una via di mezzo tra l'innocente Nick e un distaccato Sam.
- Sam è l'altro membro dello staff della locanda da Henry's. Quando viene a sapere delle intenzioni dei due sicari non vuole essere coinvolto in nessun modo, quindi cerca anche di convincere Nick a non intromettersi nei piani dei due mafiosi. Sam però è anche l'unico nero del racconto, quindi ciò potrebbe essere considerato come una motivazione del suo comportamento, dato che probabilmente l'elemento del razzismo l'avrà convinto che alcune cose non possono essere cambiate ed è meglio non intromettersi.[3]

## Contesto storico
Gli Uccisori venne scritto intorno al 1920, quindi al tempo del Proibizionismo, quando il crimine organizzato era molto diffuso. Chicago era la città di Al Capone, e lo stesso Hemingway vi trascorse alcuni anni quando era giovane. Nel momento in cui la situazione divenne troppo pericolosa a causa dei problemi legati alle lotte tra gang criminali, un gruppo di mafiosi proveniente da Chicago si trasferì nel sobborgo di Summit, vicenda dalla quale si presume tragga ispirazione la trama degli Uccisori. Poco tempo prima che la storia venisse scritta, la mafia di Chicago uccise un popolare boxer, Andre Anderson, il quale in un incontro aveva battuto Jack Dempsey, e ciò fu probabilmente fonte d'ispirazione per Hemingway nella scrittura del suo romanzo.
Nella stesura del testo non vi è però alcun riferimento al background della vicenda. Lo stesso Hemingway affermò:” Questa storia probabilmente ha tralasciato molti più dettagli rispetto a qualsiasi altro mio racconto. Ho escluso l'intera Chicago, cosa inevitabile utilizzando solo 2951 parole"
Nel 1984 Oak Park and River Forest High School pubblicarono l'antologia Hemingway all'Oak Park High e inclusero brevi scritti che l'autore compose per il suo giornale scolastico e per un magazine di letteratura. Una delle sue storie, “A Matter of Colour”, è anch'essa basata su una vicenda riguardo all'ambiente della boxe

## Lo stile minimalista
Gli Uccisori è un racconto che rientra perfettamente nei canoni dello stile di scrittura minimalista. Non c'è nulla di straordinario nella storia: è semplice, piana, lineare. Poca trama, nessuna evoluzione dei personaggi, scarsissime descrizioni. La peculiarità di questo stile e quindi del racconto di Hemingway è la presenza di concetti complessi e filosofici nonostante il fatto che il testo non sia corposo.
Il testo è scritto in maniera oggettiva: l'autore si eclissa e fotografa la realtà senza prendere posizione. L'approccio minimalista, tipico delle opere di Hemingway in generale, influenzò negli anni diversi scrittori americani e europei, avendo inoltre un grande impatto nella cultura moderna.

## Temi degli "Uccisori"
Uno dei temi principali di quest'opera è il fallimento dei genitori della cosiddetta "Generazione perduta" nel conferire ai figli gli strumenti per affrontare la crudeltà e l'insensatezza dell'America del XX secolo.
Il caos è un altro tema ricorrente negli Uccisori: le diverse rappresentazioni errate e le dislocazioni presenti nella storia creano un livello di caos nel lettore, come se la vicenda stesse avvenendo in un altro mondo.
La mascolinità è un'ulteriore questione che emerge dal testo: sebbene Hemingway sia conosciuto per la presenza di uomini dalle caratteristiche virili nei suoi racconti, essi vengono comunque provvisti dallo scrittore di elementi comici, come avviene appunto per i due sicari presenti negli Uccisori. Al e Max sono stati anche definiti come un duo "vaudeville", dati i loro tratti ironici e quasi teatrali.
Negli Uccisori sono presenti i temi del coraggio, della delusione, della morte e della futilità. Nick Adams, protagonista della storia, considerato come l'alter-ego di Hemingway, presente anche in altri 24 dei suoi racconti, rappresenta una figura eroica in quanto, nel momento in cui i due killer si allontanano per andare a cercare Ole Andreson, rischiando la sua stessa vita, si presenta alla pensione dello sportivo per avvertirlo della presenza dei due criminali e delle loro intenzioni. Il ragazzo è il personaggio che più soffre per la scelta dello sportivo, dato che George si mostra indifferente e Sam non vuole averci niente a che fare. Nel racconto è presente la crescita del personaggio di Nick attraverso la dimostrazione del suo coraggio e la delusione di non poter cambiare il corso degli eventi. Questo, sottintende Hemingway, è il momento in cui un giovane uomo che ha provato il proprio coraggio si trova a fare i conti con il fatto che il proprio sacrificio sarebbe stato addirittura invano. Egli è inoltre l'unico protagonista coraggioso nella storia, sebbene un'altra figura eroica nella vicenda potrebbe essere quella dello stesso Ole Andreson, il quale decide di affrontare i due killer stoicamente. Secondo gli studiosi di Hemingway, questa attitudine è conosciuta come "fatalismo eroico" o eroismo fatalistico.

## Analisi letteraria
Lo stile utilizzato negli Uccisori è semplice, ripetitivo, riuscendo nondimeno a enfatizzare sia la semplicità dei personaggi che la suspense delle situazioni. Lo scambio di frasi brevi e taglienti tra i due sicari e i tre occupanti della locanda da Henry's, tipico del genere cinematografico hard-boiled, è stato paragonato dai critici agli spari di una mitragliatrice, dato che i termini utilizzati nella narrazione hanno spesso un doppio significato ironico e derisorio: un esempio di ciò avviene quando Al chiede a George se ha qualcosa da bere, nonostante il fatto che la storia si sviluppa in pieno Proibizionismo.
Il narratore è esterno, dato il fatto che non è presente il punto di vista di chi racconta la storia e si viene a conoscenza dei dettagli della vicenda con le informazioni che si scambiano i personaggi tra loro; il tono utilizzato è completamente neutro, nonostante le scene e i temi trattati in alcuni punti del racconto.
Nella vicenda è presente inoltre il contrasto tra due generi: il realismo e la fantasia teatrale. Il primo è presente nella vicenda, data la presenza appunto di elementi quasi drammatici come i due killer, la mafia, le armi e l'elemento della morte, mentre il secondo è presenti nei dialoghi, soprattutto da parte di Al e George, i quali hanno atteggiamenti comici e al di fuori di una situazione tipica dell'ambientazione, come il loro abbigliamento tipico dei gangsters dei film più che di due veri criminali e il fatto che pranzino con ancora i guanti di pelle addosso.

## Adattamenti cinematografici
Ben sette sono state le pellicole tratte dalle poche pagine di testo del racconto:
- I gangsters, film del 1946 di Robert Siodmak, con Burt Lancaster e Ava Gardner; ottenne 4 nomination al premio Oscar
- Assassini, cortometraggio del 1956 diretto da Andrej Tarkovskij.
- The Killers, film del 1959 con Ingemar Johansson come attore principale, Dean Stockwell e Diane Baker, trasmesso in televisione il 19 novembre 1959 nel Buick-Electra Playhouse della CBS.
- Contratto per uccidere, film del 1964 di Don Siegel, con Angie Dickinson, Lee Marvin, John Cassavetes e Ronald Reagan.
- I Killers, sceneggiato RAI del 1975, diretto e sceneggiato da Gian Pietro Calasso, con Vittorio Mezzogiorno, Ernesto Colli e Roberto Chevalier. Scene di Giuliano Tullio.
- The Killers, cortometraggio del 1998 di Todd Huskisson.
- The Killers, cortometraggio del 2001 del regista americano Jae Yu.
- The Killers, cortometraggio del 2008 di Russel & Murphy prodotto all'Università del Wisconsin-Oshkosh Film Society.